# Chiricahua National Monument

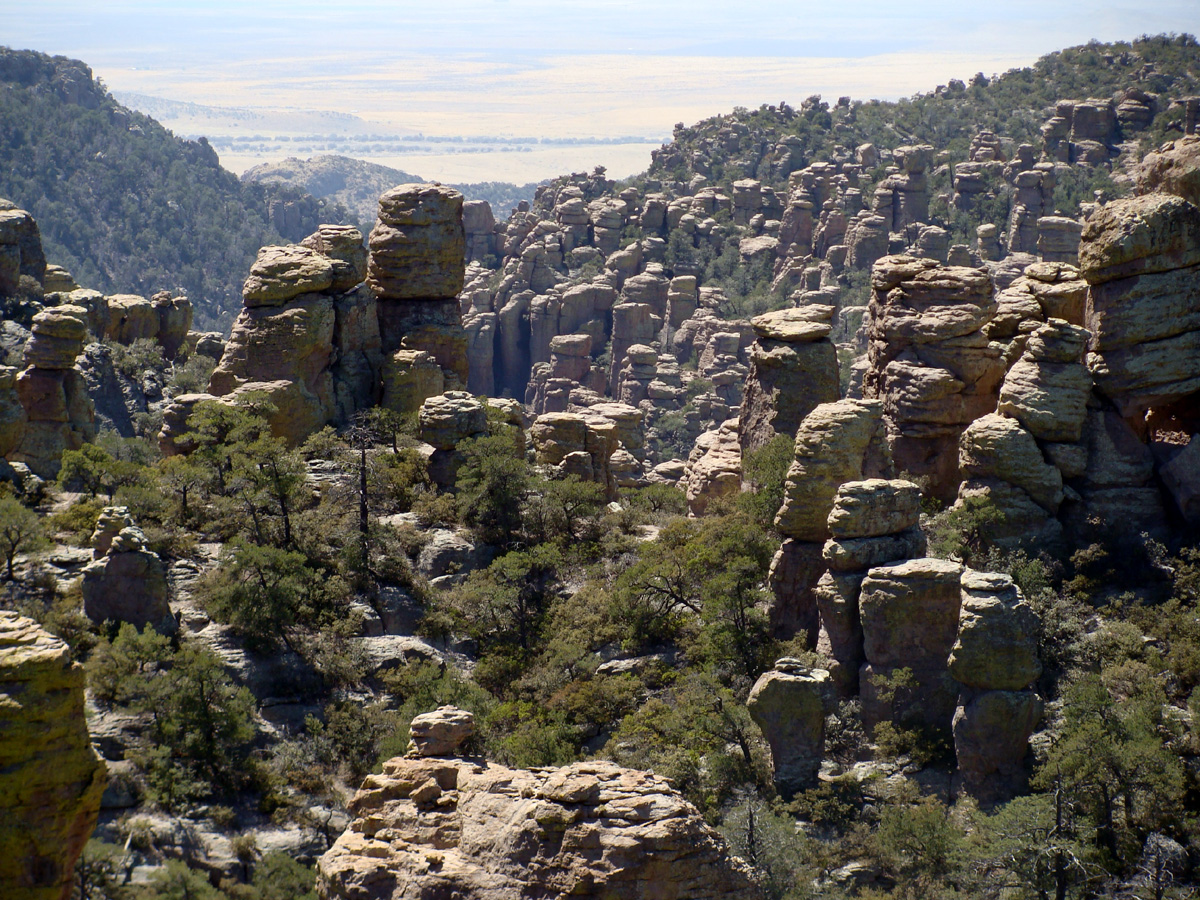
Formacje skalne w Chiricahua National Monument

Chiricahua National Monument – amerykański pomnik narodowy położony się w stanie Arizona, około 58 km na południowy wschód od Willcox. Na jego obszarze znajdują się formacje skalne pozostałe po wybuchu wulkanu 27 milionów lat temu. Na terenie pomnika wybudowano drogę widokową o długości około 13 km, która umożliwia zwiedzanie parku z samochodu. W parku wytyczono również około 29 km szlaków dla turystów pieszych.
Pomnik został ustanowiony 18 kwietnia 1924 roku. Początkowo znajdował się pod zarządem United States Forest Service w Departamencie Rolnictwa Stanów Zjednoczonych, jednak 10 sierpnia 1933 roku przekazano go w zarząd National Park Service, w którego gestii pomnik znajduje się obecnie. Granice obszaru objętego ochroną ulegały zmianom 10 czerwca 1938 roku, 10 listopada 1978 roku i 28 sierpnia 1984 roku. Obecnie pomnik zajmuje powierzchnię około 48,5 km².